# Носата черепаха чорно-жовта
Носата черепаха чорно—жовта (Rhinoclemmys funerea) — вид черепах з роду Носата плямиста черепаха родини Азійські прісноводні черепахи. Інша назва «чорна лісова черепаха».

## Опис
Загальна довжина карапаксу досягає 30—33 см. Голова середнього розміру із трохи витягнутим носом. Карапакс дорослих черепах високий, куполоподібний, з кілем посередині, а ззаду зазубрений. Поверхня панциру звичайно гладенька. Пластрон добре розвинений.
Голова темна з широкою латеральною жовтою смугою. Вузькі жовті смуги йдуть від орбіти і кутів рота до тимпанічної області, так само можуть бути чорні плями на жовтій нижній щелепі. Шкіра має жовтувате забарвленні з асиметричними чорними цятками. Колір карапаксу коливається від темно—коричневого до чорного, але у молодих може бути навіть жовтим. Пластрон чорний з жовтуватою тонкою смужкою посередині або з боків.

## Спосіб життя
Полюбляє болота, струмки та річки у вологих лісах. Полює у воді та на суші. Харчується рослинами, фруктами, зеленю, комахами, членистоногими.
Статева зрілість настає при розмірі пластрона 20 см. Самиці здатні до запліднення з квітня по липень. В процесі залицяння самець заганяє самицю до в води, коли вона зупиняється, плаває навколо неї, витягає голову і шию та хитає головою вгору—вниз. Оптимальна репродуктивна група — 1 самець і 2 самки. Самиця відкладає до декількох кладок за сезон. Самиця відкладає до 6 довгастих яєць розміром 68×35 мм. За температури 28—30 °C інкубаційний період триває протягом 90 днів. Довжина карапаксу новонароджених черепашок близько 55 мм.

## Розповсюдження
Мешкає від басейну річки Ріо-Коко на Гондурасо-Нікарагуанському кордоні на південь до зони Панамського каналу. Іноді зустрічається на заході Колумбії.